# Каповалле
Каповалле (итал. Capovalle, ломб. À) — коммуна в Италии, в провинции Брешиа области Ломбардия.
Население составляет 448 человек (2008 г.), плотность населения составляет 19 чел./км². Занимает площадь 23 км². Почтовый индекс — 25070. Телефонный код — 0365.
Покровителем коммуны почитается святой Иоанн Креститель, празднование 24 июня.

## Демография
Динамика населения:

## Администрация коммуны
- Официальный сайт: http://www.comune.capovalle.bs.it/